# Traffic
Traffic a fost o formație de muzică rock formată de către Steve Winwood (fost membru al formației The Spencer Davies Group), Jim Capaldi, Chris Wood și Dave Mason.
Au fost incluși în "Rock and Roll Hall of Fame" în 2004.

## Discografie

### Albume de studio
- Mr. Fantasy (prima dată lansat în SUA sub titlul Heaven Is In Your Mind) – 1967 SUA #88
- Traffic – 1968 US #17
- Last Exit (fața 2 concert la The Fillmore West) – 1969 SUA #19
- John Barleycorn Must Die – 1970 SUA #5
- The Low Spark of High Heeled Boys – 1971 SUA #7
- Shoot Out at the Fantasy Factory – 1973 SUA #6
- When the Eagle Flies – 1974 SUA #9
- Far from Home (Winwood/Capaldi) – 1994 SUA #33

### Albume din concert
- Welcome to the Canteen – 1971 SUA #26
- On the Road (concerte în Germania) – 1973 SUA #29
- Last Great Traffic Jam – 2005